# Scopula gastonaria
Scopula gastonaria là một loài bướm đêm trong họ Geometridae.